# フェアリーテール・シアター
『フェアリーテール・シアター』（原題: Faerie Tale Theatre）は、1982年から1987年まで製作されたアメリカ合衆国のオムニバス・テレビドラマである。

## 概要
同作品は1982年からアメリカ合衆国でテレビ放映されたオムニバスドラマである。第6シリーズまで製作され、各エピソードには著名なゲスト陣が数多く出演しており、それぞれが単発の物語の構成となっている。また、フランシス・フォード・コッポラやロジェ・ヴァディムといった監督から、まだ有名になる前のティム・バートンが1エピソードを監督するなど、製作サイド側にも豪華な顔ぶれが多い。内容はグリム童話やアンデルセンなど、一般的にも広く知られた童話をベースとした物語で、ストーリー自体もわりと忠実に製作されている。
『シャイニング』などで知られるシェリー・デュヴァルが番組のホストを務めており、アメリカのタイトルは『シェリー・デュヴァルのフェアリー・テイル・シアター』というタイトルで放送されていた。デュヴァル自身も数エピソードに登場人物として出演したり、ナレーションを務めたりもしている。全部で27エピソードあるが、近年、日本でもDVDが発売されてそのうちの12エピソードを見ることができる。

## エピソード
| シーズン エピソード | タイトル 原題                                                                                  | 監督                           | 主演                           | 共演 | ナレーション           |
| ------------------- | ---------------------------------------------------------------------------------------------- | ------------------------------ | ------------------------------ | --- | ---------------------- |
| 1-1                 | かえるの王さま The Tale of the Frog Prince                                                     | エリック・アイドル             | ロビン・ウィリアムズ           | テリー・ガー キャンディ・クラーク ルネ・オーベルジョノワ                                                                                 | エリック・アイドル     |
| 1-2                 | ルンペルシュティルツヒェン Rumpelstilzchen                                                     | エミール・アルドリーノ         | ネッド・ビーティ               | シェリー・デュヴァル ポール・ドゥーリイ エルヴェ・ヴィルシェーズ                                                                         |                        |
| 2-1                 | ラプンツェル Rapunzel                                                                          | ギルバート・ケイツ             | ジェフ・ブリッジス             | ジーナ・ローランズ シェリー・デュヴァル                                                                                                  | ロディ・マクドウォール |
| 2-2                 | 小夜啼鳥 The Nightingale                                                                       | イヴァン・パッセル             | ミック・ジャガー               | バーバラ・ハーシー バッド・コート エドワード・ジェームズ・オルモス ケイ・ルーク マコ岩松 アンジェリカ・ヒューストン                      | シェリー・デュヴァル   |
| 2-3                 | 眠れる森の美女 Sleeping Beauty                                                                 | ジェレミー・ケイガン           | バーナデット・ピーターズ       | クリストファー・リーヴ ビヴァリー・ダンジェロ キャロル・ケイン ジョージ・ズンザ ロン・リフキン サリー・ケラーマン ルネ・オーベルジョノワ |                        |
| 2-4                 | ジャックと豆の木 Jack and the Beanstalk                                                        | ラモント・ジョンソン           | デニス・クリストファー         | エリオット・グールド ジーン・ステイプルトン キャサリン・ヘルモンド                                                                       |                        |
| 2-5                 | 赤ずきん Little Red Riding Hood                                                                | グレアム・クリフォード         | メアリー・スティーンバージェン | マルコム・マクダウェル ジョン・ヴァーノン フランセス・ベイ ダイアン・ラッド                                                              |                        |
| 2-6                 | ヘンゼルとグレーテル Hansel and Gretel                                                         | ジェームス・フローリー         | リック・シュローダー           | ブリジット・アンダーソン ジョーン・コリンズ ポール・ドゥーリイ                                                                           |                        |
| 3-1                 | 3びきのくま Goldilocks and the Three Bears                                                     | ギルバート・ケイツ             | テータム・オニール             | ホイト・アクストン ジョン・リスゴー キャロル・キング                                                                                     |                        |
| 3-2                 | エンドウ豆の上に寝たお姫さま The Princess and the Pea                                          | トニー・ビル                   | ライザ・ミネリ                 | トム・コンティ ベアトリス・ストレイト ティム・カズリンスキー ナンシー・アレン                                                            |                        |
| 3-3                 | ピノッキオの冒険 Pinocchio                                                                     | ピーター・メダク               | ポール・ルーベンス             | ジェームズ・コバーン カール・ライナー ジェームズ・ベルーシ マイケル・リチャーズ ヴィンセント・スキャヴェリ                               | ドン・ノヴェロ         |
| 3-4                 | 親指姫 Thumbelina                                                                              | マイケル・リンジー=ホッグ      | キャリー・フィッシャー         | ウィリアム・カット バージェス・メレディス コンチャータ・フェレル                                                                         | デヴィッド・ヘミングス |
| 3-5                 | 白雪姫 Snow White and the Seven Dwarfs                                                         | ピーター・メダク               | ヴィンセント・プライス         | ヴァネッサ・レッドグレイヴ エリザベス・マクガヴァン トニー・コックス レックス・スミス                                                    |                        |
| 3-6                 | 美女と野獣 Beauty and the Beast                                                                | ロジェ・ヴァディム             | スーザン・サランドン           | クラウス・キンスキー アンジェリカ・ヒューストン                                                                                          |                        |
| 3-7                 | こわがることをおぼえるために旅にでかけた男 The Boy Who Left Home to Find Out About the Shivers | グレアム・クリフォード         | ピーター・マクニコル           | ダナ・ヒル クリストファー・リー フランク・ザッパ デビッド・ワーナー                                                                      | ヴィンセント・プライス |
| 4-1                 | 三匹の子豚 The Three Little Pigs                                                               | ハワード・ストーム             | ジェフ・ゴールドブラム         | ビリー・クリスタル フレッド・ウィラード スティーヴン・ファースト ヴァレリー・ペリン ドリス・ロバーツ                                     |                        |
| 4-2                 | 雪の女王 The Snow Queen                                                                        | ピーター・メダク               | メリッサ・ギルバート           | リー・レミック ローレン・ハットン リンダ・マンズ                                                                                         | シェリー・デュヴァル   |
| 4-3                 | ハーメルンの笛吹き男 The Pied Piper of Hamelin                                                 | ニコラス・メイヤー             | エリック・アイドル             | ケラム・マレッキ＝サンチェス スザンナ・ホフマン トニー・ヴァン・ブリッジ                                                                 | エリック・アイドル     |
| 4-4                 | グリム・パーティ Grimm Party                                                                   | 総集編のため監督なし           | エド・ベグリー・ジュニア       | カレン・ブラック エルヴェ・ヴィルシェーズ ポール・ルーベンス アルフレ・ウッダード テリー・ガー シェリー・デュヴァル                      |                        |
| 4-5                 | シンデレラ Cinderella                                                                          | マーク・カリンガム             | ジェニファー・ビールス         | マシュー・ブロデリック ジーン・ステイプルトン ジェームズ・ノーブル エディ・マックラーグ                                                  | ジョゼフ・メイハー     |
| 4-5                 | 長靴をはいた猫 Puss in Boots                                                                   | ロバート・イスコーブ           | グレゴリー・ハインズ           | ベン・ヴェリーン アルフレ・ウッダード ジョージ・カービー トニー・コックス                                                                | シェリー・デュヴァル   |
| 4-6                 | 裸の王様 The Emperor's New Clothes                                                             | ピーター・メダク               | ディック・ショーン             | アラン・アーキン アート・カーニー クライヴ・レヴィル ジョージア・ブラウン                                                                | ティモシー・ダルトン   |
| 5-1                 | アラジンと魔法のランプ Aladdin and His Wonderful Lamp                                          | ティム・バートン               | ロバート・キャラダイン         | ジェームズ・アール・ジョーンズ レナード・ニモイ ヴァレリー・バーティネリ ジョゼフ・メイハー レイ・シャーキー レイ・アレン                |                        |
| 5-2                 | 笑わない王女 The Princess Who Had Never Laughed                                                | マーク・カリンガム             | エレン・バーキン               | ホーウィー・マンデル ハワード・ヘスマン ソフィア・コッポラ メアリー・ウォロノフ バリー・インガム                                         | ウィリアム・ダニエルズ |
| 6-1                 | リップ・ヴァン・ウィンクル Rip Van Winkle                                                      | フランシス・フォード・コッポラ | ハリー・ディーン・スタントン   | タリア・シャイア ロイ・ドートリス エド・ベグリー・ジュニア クリス・ペン ティム・コンウェイ                                               |                        |
| 6-2                 | 人魚姫 The Little Mermaid                                                                      | アン・ビーツ                   | パム・ドーバー                 | トリート・ウィリアムズ ヘレン・ミレン カレン・ブラック ブライアン・デネヒー                                                              |                        |
| 6-3                 | 踊るお姫様 The Dancing Princesses                                                              | ピーター・メダク               | レスリー・アン・ウォーレン     | ピーター・ウェラー ゼルダ・ルビンスタイン ロイ・ドートリス イアン・アバクロンビー マックス・ライト                                       |                        |

## 受賞
- CableACE Awards (1983, 1985, 1988) 受賞[1]
- ピーボディ賞 (1984, 1985)[1]

## 備考
- 同番組のホストであるシェリー・デュヴァルは、これ以前に出演したこのことのあるティム・バートン監督の『フランケンウィニー』でバートンの才能を認め、『ティム・バートンのアラジンと魔法のランプ』（日本DVD発売時のタイトル）の監督に抜擢し、バートンを飛躍させるきっかけを作った。

## ソフト化

### DVD
2009年に株式会社トランスフォーマーから『フェアリーテール・シアター』の題名でDVDの6枚ボックスが発売されたほか、単品でも発売されている。発売された邦題およびエピソードは以下の通り。
- 『ティム・バートンのアラジンと魔法のランプ』
- 『ジーナ・ローランズのラップンゼル』
- 『フランシス・フォード・コッポラのリップ・ヴァン・ウィンクル』
- 『マルコム・マクダウェルの赤ずきんちゃん』
- 『ロビン・ウィリアムズとエリック・アイドルのカエルの王子さま』
- 『クラウス・キンスキーとスーザン・サランドンの美女と野獣』
- 『ミック・ジャガーのナイチンゲール』
- 『エリオット・グールドのジャックと豆の木』
- 『フランク・ザッパとクリストファー・リーのこわがることをおぼえようと旅に出た男』
- 『ライザ・ミネリのえんどうまめとお姫さま』
- 『キャロル・キングの3匹の熊』
- 『ジェフ・ゴールドブラムの3匹の子豚』

### VHS
また、サンリオからも各1エピソードが収録されたVHSも発売されたことがあり、カセットには英語学習でも使用できるようにと、字幕版と日本語吹替え版の両方を収録する方法がとられている。